# التربة (السبرة)

تعديل مصدري - تعديل

التربة هي إحدى قرى عزلة التربة بمديرية السبرة التابعة لمحافظة إب، بلغ تعداد سكانها 323 نسمة حسب تعداد اليمن لعام 2004.